# Carl von Feilitzen

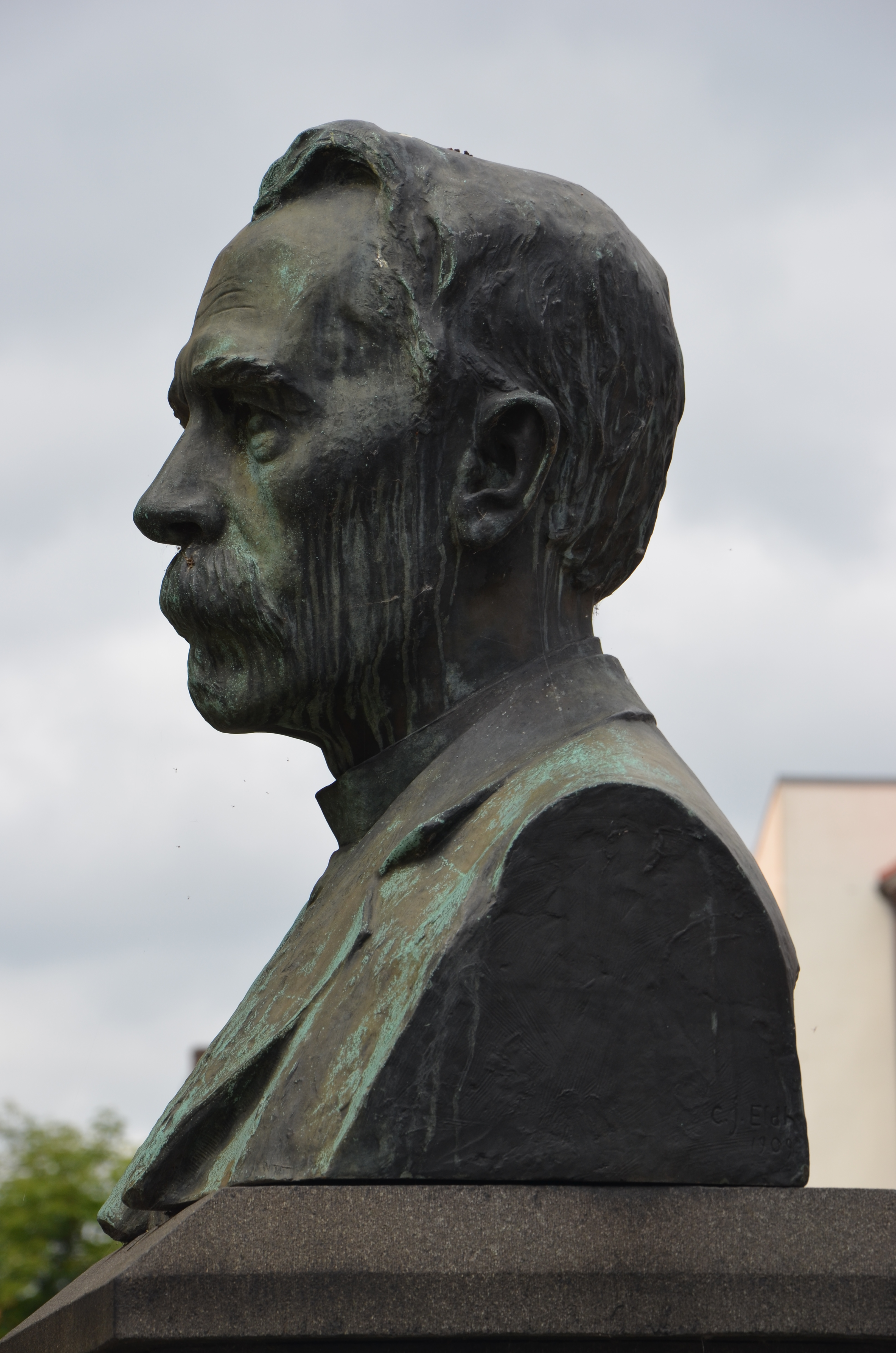
Carl von Feilitzen av Carl Eldh, nära Svenska Mosskulturföreningens tidigare institutionsbyggnad vid Vedtorget i Jönköping.

Carl Henrik Jobst von Feilitzen, född 22 september 1840 på Vargsäter i Skeda socken, Östergötlands län, död 4 april 1901, var en svensk lantbrukskemist, känd som främjare av Sveriges myrodling. Han var bror till Urban von Feilitzen samt far till Hjalmar von Feilitzen och Gottfrid von Feilitzen.
Carl von Feilitzen studerade vid Uppsala universitet 1859–63, blev auskultant i Kommerskollegiums bergsavdelning 1863 och genomgick Falu bergsskola 1865–66. Han ägnade sig 1867–76 åt olika industriella företag och öppnade 1877 i Jönköping en enskild kemisk station för jordbruket och näringarna. Den ersattes 1885 av en statlig anstalt för samma ändamål med honom som föreståndare. Tillsammans med dansken Peter Berendt Feilberg tog han även upp frågan om myrodling på den nordiska lantbrukskongressen i Köpenhamn 1888.
I sin kontakt med det småländska jordbruket började von Feilitzen ägna sin uppmärksamhet åt mossars och andra torvmarkers odling och blev snart den drivande kraften i tidens starkt framträdande arbetet för dylika markers uppodling. Som den egentlige stiftaren av Svenska mosskulturföreningen och intill sin död föreståndare för dess arbeten räknas han som den svenska mosskulturens fader. Han författade många mindre avhandlingar och uppsatser, främst publicerade i Svenska mosskulturföreningens tidskrift.
Carl von Feilizen var far till Hjalmar von Feilitzen, som efterträdde sin far på Svenska Mosskulturföreningen.
Carl Eldh har gjort en porträttbyst i brons av Carl von Feilitzen, som finns på Vedtorget i Jönköping.